# Carlos Jayme
Carlos Alberto Borges Jayme (Goiânia, 13 de junho de 1980) é um nadador brasileiro.
Cursou a Universidade da Flórida, a qual representou em campeonatos universitários, sendo destaque em muitos destes. Reside em Gainesville, desde então.

## Trajetória esportiva
Carlos Alberto Borges Jayme começou a nadar com oito anos no Zitti Clube de Natação (GO) e, na mesma época, já ganhava as provas da categoria mirim. Foi campeão e recordista brasileiro em todas as categorias de 1993 a 1997 e, nesses mesmos campeonatos, recebeu o troféu de melhor índice técnico. Foi campeão e recordista sul-americano em 1995 e 1997, recebendo o troféu de melhor índice técnico e o Troféu El Delfin. Foi primeiro lugar no ranking mundial juvenil de 1995.
O final de 1998 ficou marcado pela terceira quebra consecutiva do recorde mundial dos 4x100 metros livre em piscina curta, pelo revezamento brasileiro. Em 20 de dezembro, logo após o encerramento do Troféu José Finkel, o quarteto formado por Fernando Scherer, Carlos Jayme, Alexandre Massura e Gustavo Borges, nesta ordem, caíram na piscina do Club de Regatas Vasco da Gama e conseguiram a marca de 3m10s45, que só seria batida no ano 2000 pela equipe da Suécia.
Foi aos Jogos Olímpicos de Verão de 2000 em Sydney, quando conquistou, junto com Edvaldo Valério, Gustavo Borges e Fernando Scherer, a medalha de bronze no revezamento 4x100 metros nado livre, com a marca de 3min17s40. A Austrália bateu o recorde mundial e levou o ouro com o tempo de 3min13s67.
No Campeonato Mundial de Natação em Piscina Curta de 2002 em Moscou, foi à final dos 4x100 metros livre, ficando em quinto lugar, e foi à semifinal dos 100 metros livre, terminando em 13º lugar.
Esteve no Campeonato Mundial de Esportes Aquáticos de 2003 em Barcelona, onde ficou em 12º nos 4 x 100 metros livre e nono nos 4x200 metros livre.
Nos Jogos Pan-Americanos de 2003 em Santo Domingo, ganhou medalha de ouro nos 4x100 metros nado livre e medalha de prata no revezamento 4x200 metros nado livre.
Também esteve nos Jogos Olímpicos de Verão de 2004 em Atenas, onde ficou em nono lugar no 4x200 metros livre, e 12º nos 4x100 metros livre.
Ganhou várias medalhas em Campeonato Mundial de Esportes Aquáticos.